# Лазарева, Ирина Владимировна
Ири́на Влади́мировна Ла́зарева (15 апреля 1935, Челябинск — 6 апреля 2021, Москва) — советский и российский архитектор, учёный-теоретик в области градостроительства, доктор технических наук, профессор, почётный строитель России.

## Биография
Родилась в многодетной семье.
Отец — Лазарев Владимир Николаевич (1907—1975) — техник-путеец, Почетный железнодорожник СССР, кавалер ордена Трудового Красного Знамени и ордена «Знак Почёта» . Мать Лазарева Нина Иннокентьевна (1912—1992) тоже была железнодорожником. Предки Ирины Владимировны по материнской линии происходили из дворянского рода Шестуновых-Шимкиных.
После окончания средней школы Ирина Лазарева поступила на инженерно-строительный факультет Челябинского политехнического института (ныне — архитектурно-строительный институт Южно-Уральского государственного университета), который окончила с отличием в 1957 году по специальности «Промышленное и гражданское строительство» .
В 1963 году Ирина Лазарева успешно защитила диссертацию на соискание учёной степени кандидата технических наук на тему: «Восстановление территорий, нарушенных при добыче полезных ископаемых, для дальнейшего использования их в целях градостроительства» .
В 1989 году защитила докторскую диссертацию по теме: «Восстановление и использование нарушенных территорий для градостроительства» . Докторская диссертация была выполнена без научного консультанта. Официальными оппонентами выступили доктор технических наук, профессор Анатолий Сигаев, доктор геолого-минералогических наук, профессор, заслуженный деятель науки РФ Николай Кригер и доктор технических наук, профессор Марк Певзнер. Являлась первым доктором технических наук, защитившимся по научной специальности 18.00.04 «Градостроительство, районная планировка, ландшафтная архитектура и планировка сельскохозяйственных населенных мест» .
И. В. Лазарева — одна из первых отечественных исследователей в области теории и методики градостроительства [https://archi.ru/lib/author.html?id=14111.
Ирина Владимировна была старейшим учёным Центрального научно-исследовательского и проектного института Минстроя России, продолжительное время работала в должности начальника отдела «Территориальные основы градостроительства» .
Автор свыше 500 научных публикаций, в том числе монографии «Urbi et orbi. Пятое измерение города» (Москва: URSS, 2006) , учебного пособия «Градостроительные и архитектурные традиции Руси-России: новации XXI века» (Москва: ЦНИИП градостроительства РААСН, 2008) , справочника «Глоссарий: Градостроительные меры по предотвращению чрезвычайных ситуаций как ситуаций риска» (Москва: URSS, 2007) .
Награждена нагрудным знаком «Почётный строитель России».
Ушла из жизни 6 апреля 2021 года в возрасте 85 лет. Похоронена в Челябинске, на Митрофановском кладбище.

## Семья
- Отец — Владимир Николаевич Лазарев (1907—1975), техник-путеец, почётный железнодорожник СССР, кавалер Ордена Трудового Красного Знамени и Ордена «Знак Почёта»
- Мать — Нина Иннокентьевна Лазарева (1912—1992), железнодорожник
- Брат — Виталий Владимирович Лазарев (1933—2017) — кандидат архитектуры, почётный член РААСН по отделению архитектуры, заслуженный архитектор Российской Федерации, лауреат Государственной премии Российской Федерации и премии Совета министров СССР  .
- Брат — Валерий Владимирович Лазарев (р. 1939) — доктор технических наук, профессор, кавалер ордена «Знак Почёта». Работает заведующим кафедрой «Проектирование и конструкция самолётов и экспериментальных установок» Московского авиационного института  и профессором кафедры физики полёта Московского физико-технического института .
- Сестра Лазарева Наталья Владимировна (1937—2019) — лаборант химического анализа, в 1964 г. окончила Челябинский государственный педагогический институт по специальности «Учитель биологии и химии средней школы». Проживала в г. Челябинске.
- Сестра Кирсанова Галина Владимировна (р. 1941) — архитектор. Окончила Челябинский политехнический институт. Проживает в г. Тольятти Самарской области.